# Horní Chrastava
Horní Chrastava je část města Chrastava v okrese Liberec. Nachází se na severovýchodě Chrastavy, od centra proti proudu říčky Jeřice. Prochází zde silnice II/592. Horní Chrastava je také název katastrálního území o rozloze 5,29 km². V katastrálním území Horní Chrastava leží i Víska a Vysoká.

## Historie
První písemná zmínka o vesnici typu krátké lánové vsi pochází z roku 1454.

## Další fotografie

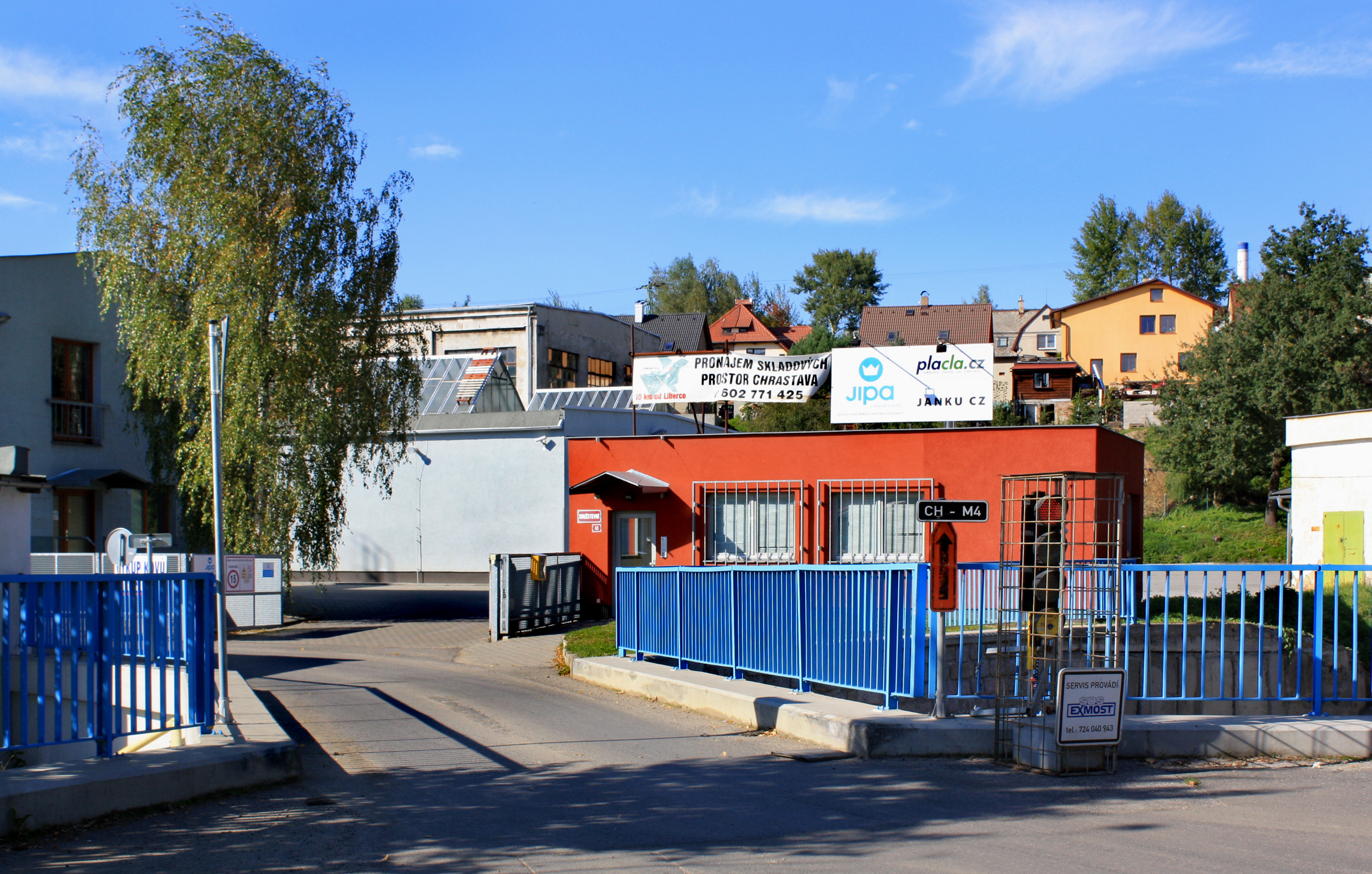
Most přes říčku Jeřici
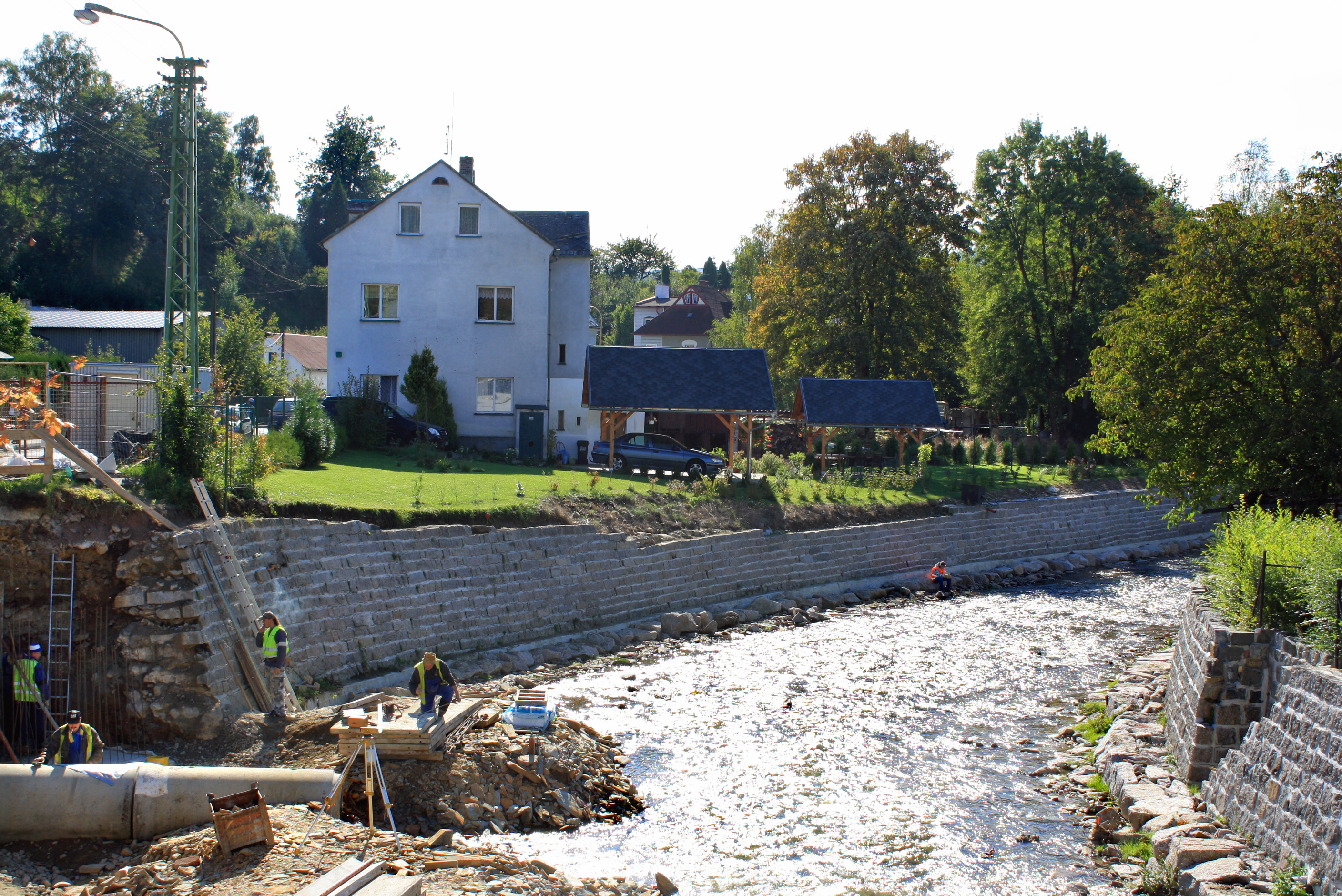
Oprava následků povodně
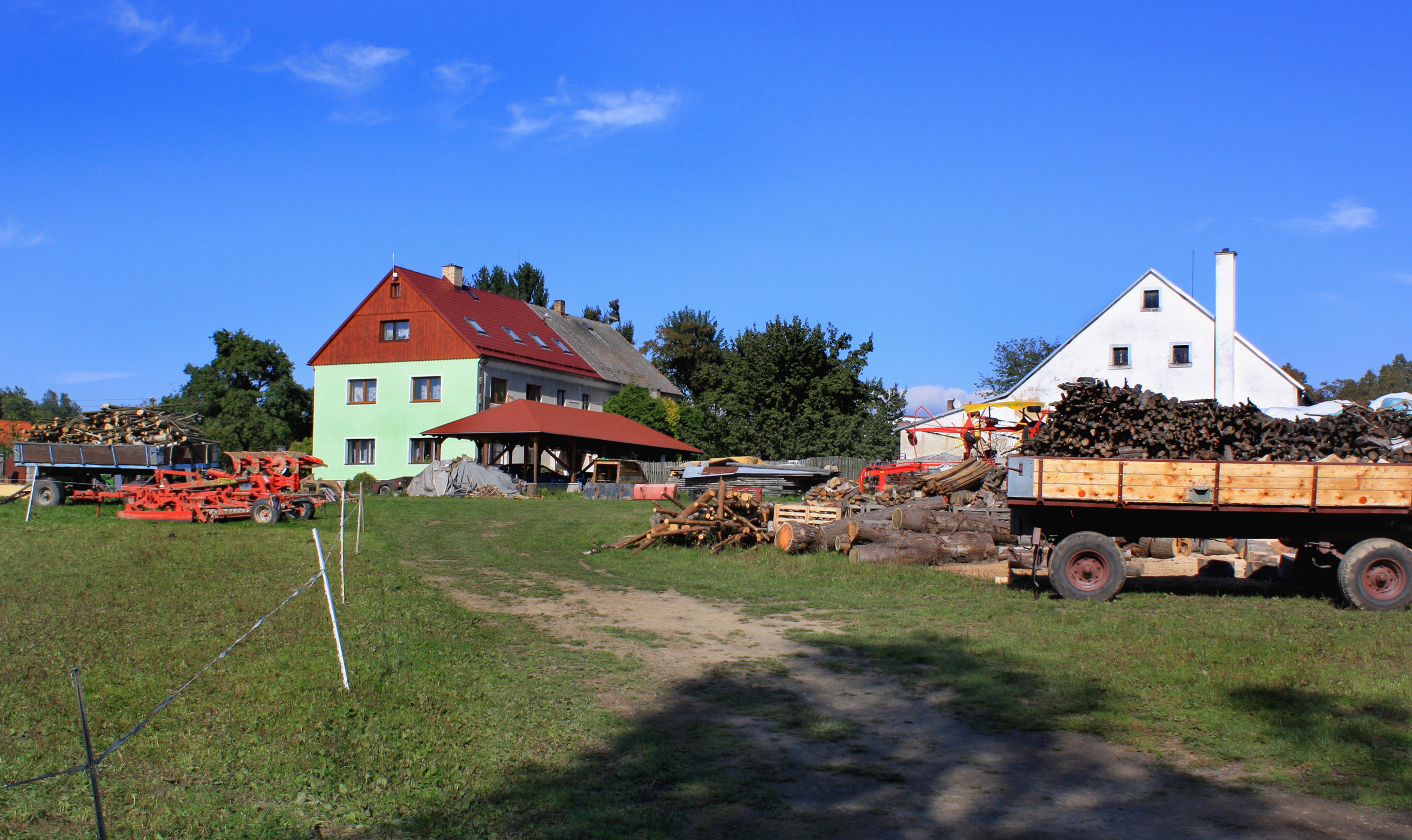
Horní část Horní Chrastavy